# Buwełno (jezioro)
Jezioro Buwełno – jezioro typu rynnowego, ciągnące się z południa na północ, położone na wysokości 117 m n.p.m., o powierzchni 360 ha, maksymalnej głębokości 49,10 m, szerokości do 700 m i długości 8,8 km. Długość linii brzegowej wynosi 20,725 km, a wskaźnik rozwinięcia to 3,08. Położone w odległości 10 km na północny zachód od Orzysza.
Jezioro położone jest wśród łąk i pól o stromych brzegach i urozmaiconej linii brzegowej. Na północy wąski strumyk łączy je z jeziorem Wojnowo, które z kolei połączone jest z jeziorem Niegocin. Południowa część jeziora łączy się kanałem z jeziorem Ublik Wielki. Na południowym brzegu leży wieś Cierzpięty, na zachodnim – Marcinowa Wola. W odległości 1 km na zachód od jeziora znajdują się Bagna Nietlickie.
Z Buwełna prowadzą szlaki wodne na jeziora Niegocin i Ublik Wielki.
W jeziorze występuje miętus pospolity, leszcz, okoń, szczupak, sandacz, węgorz, sieja, płoć, kleń.
Ponieważ jezioro leży z dala od szlaku wodnego Wielkich Jezior Mazurskich, w przewodnikach turystycznych polecane jest przede wszystkim osobom lubiącym zaciszne miejsca. Jeszcze w okresie międzywojennym pojawiły się plany połączenia Buwełna z odległym o 2 km jeziorem Tyrkło, co pozwoliłoby na niezakłóconą żeglugę między tymi jeziorami i jeziorami Niegocin, Jagodne, Tałty, Mikołajskim i Śniardwy. Począwszy od XXI wieku planowano połączenie jezior tunelem.